# Carretera del Xeic Zayed

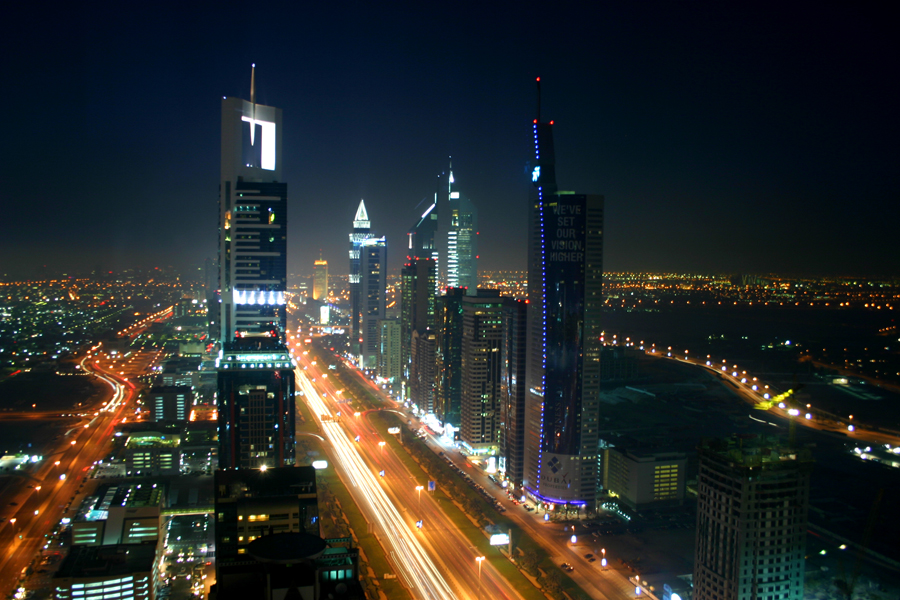
De nit

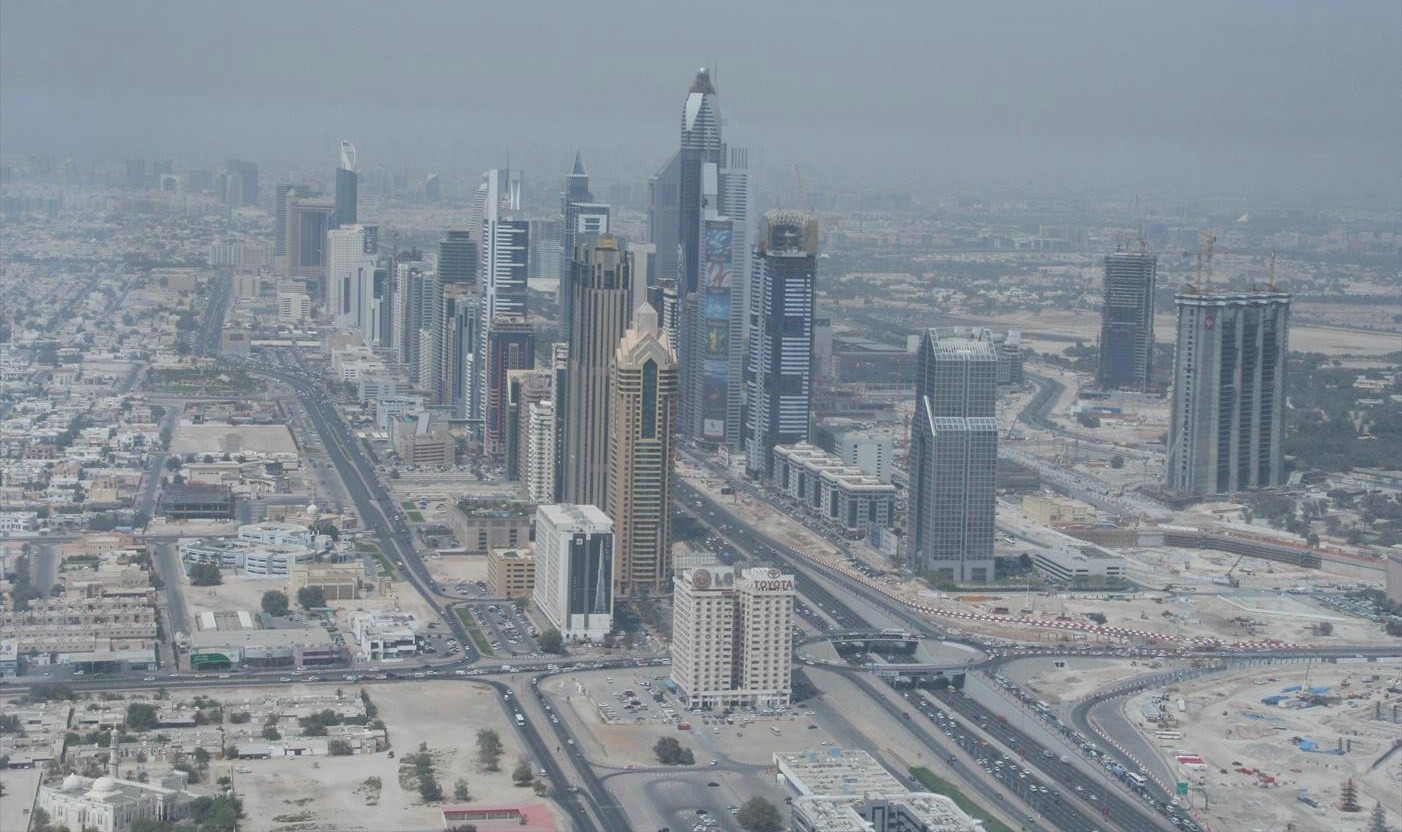
La carretera el maig del 2007

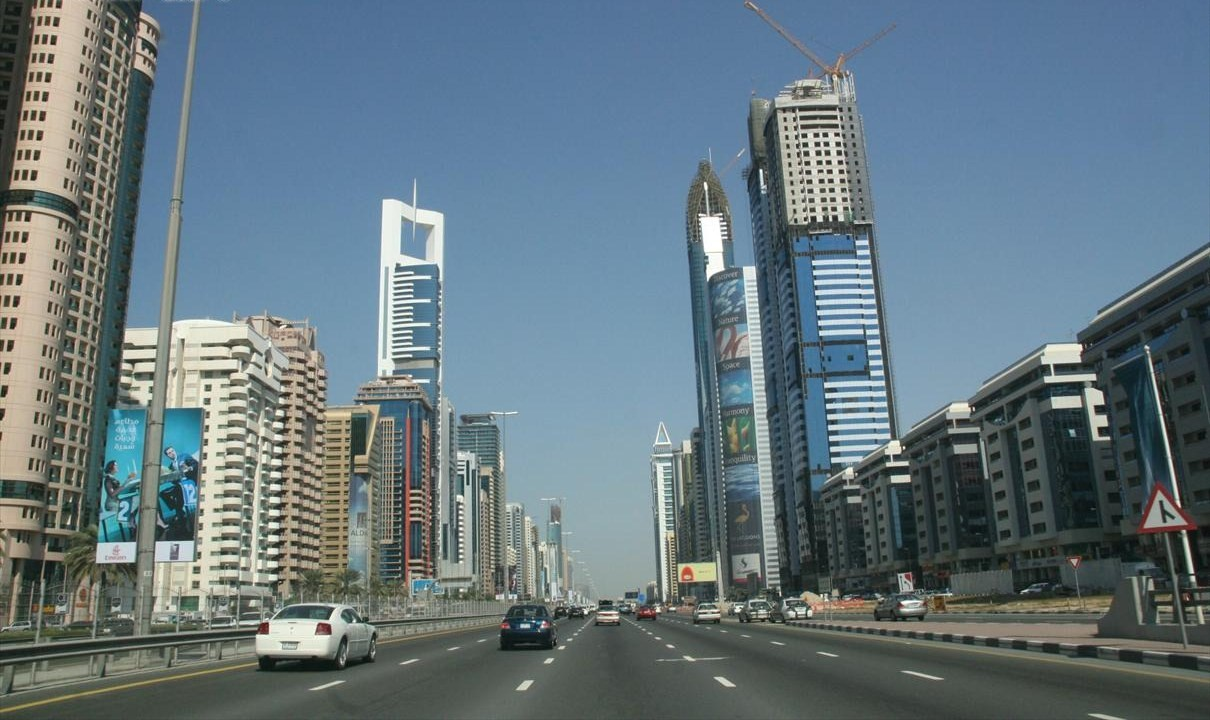
A nivell de carrer

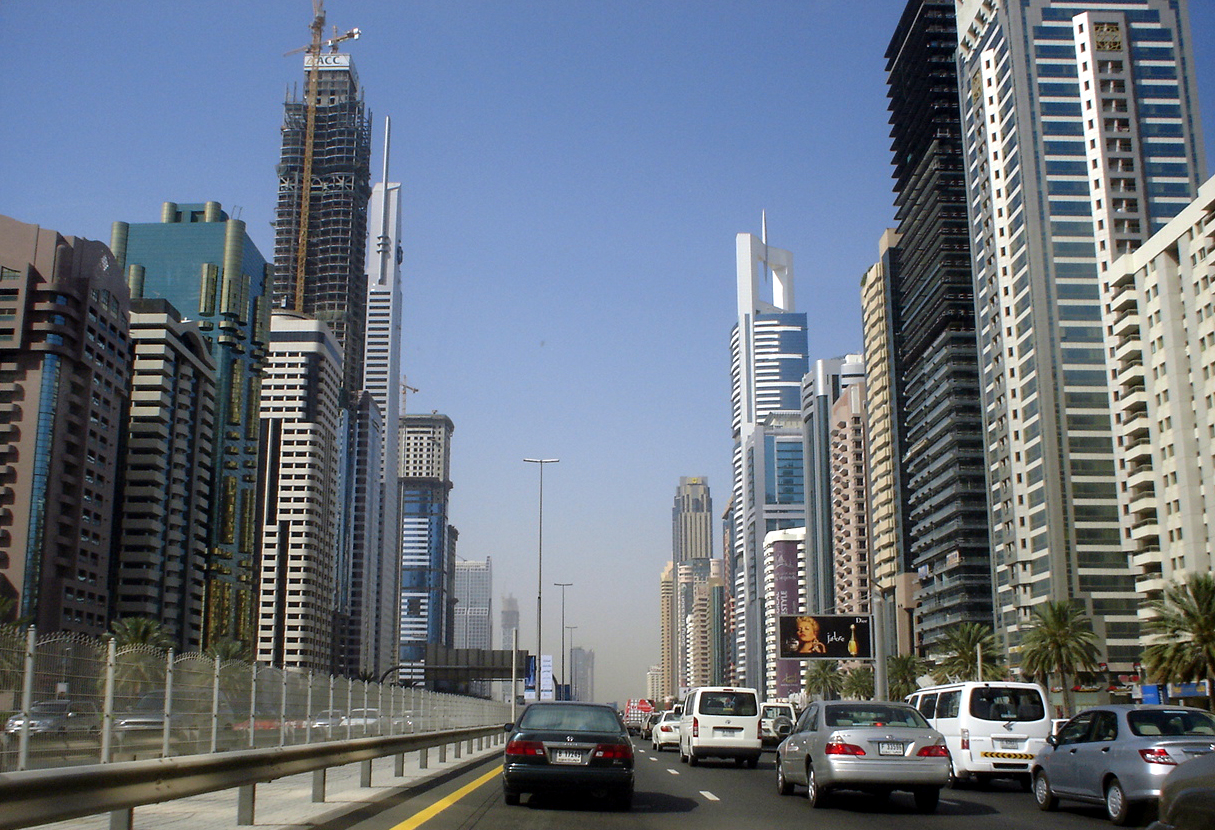
Gratacels

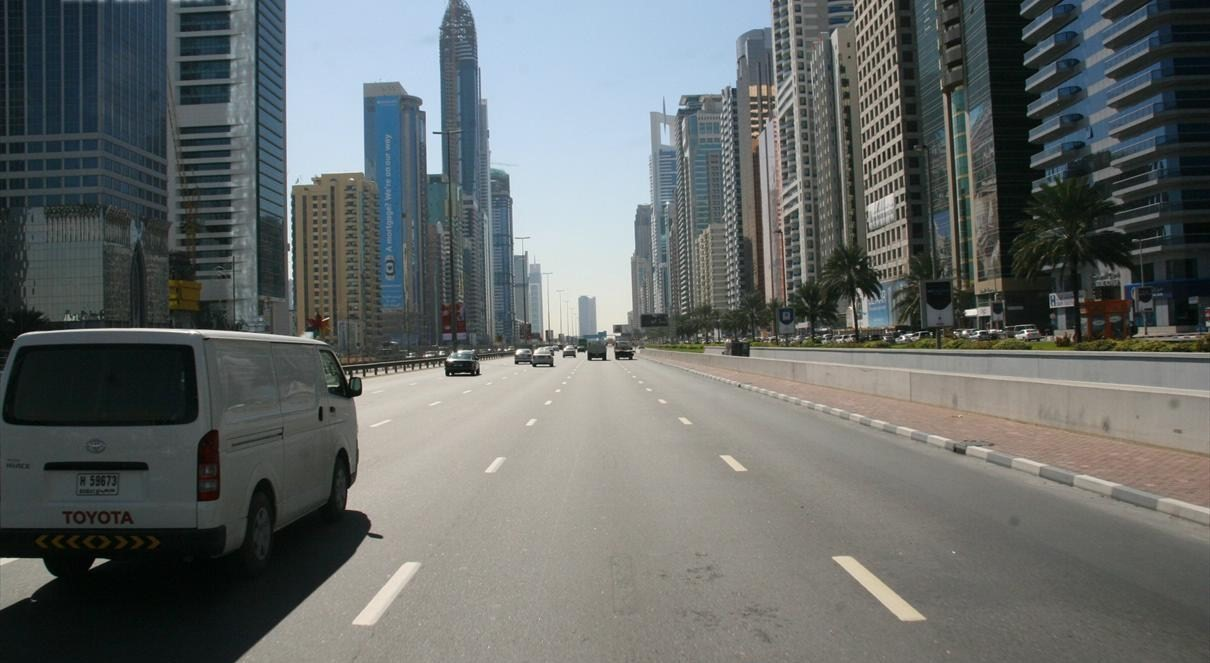
Trànsit

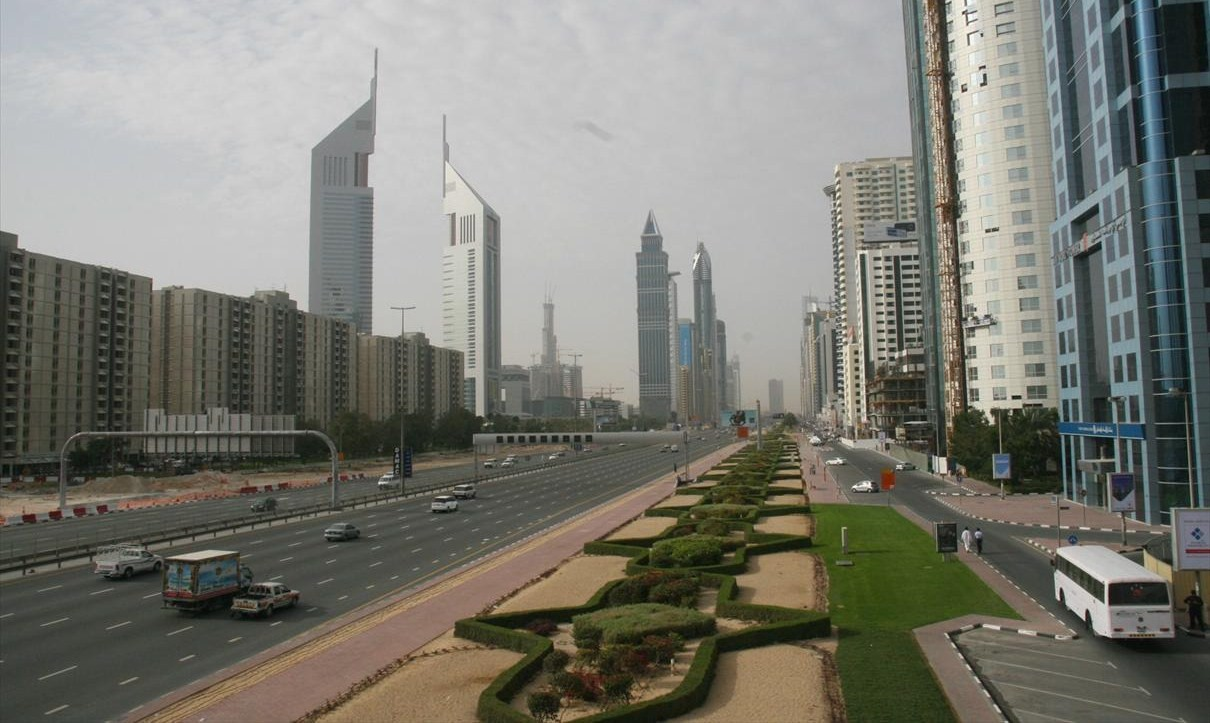
La carretera el març del 2007

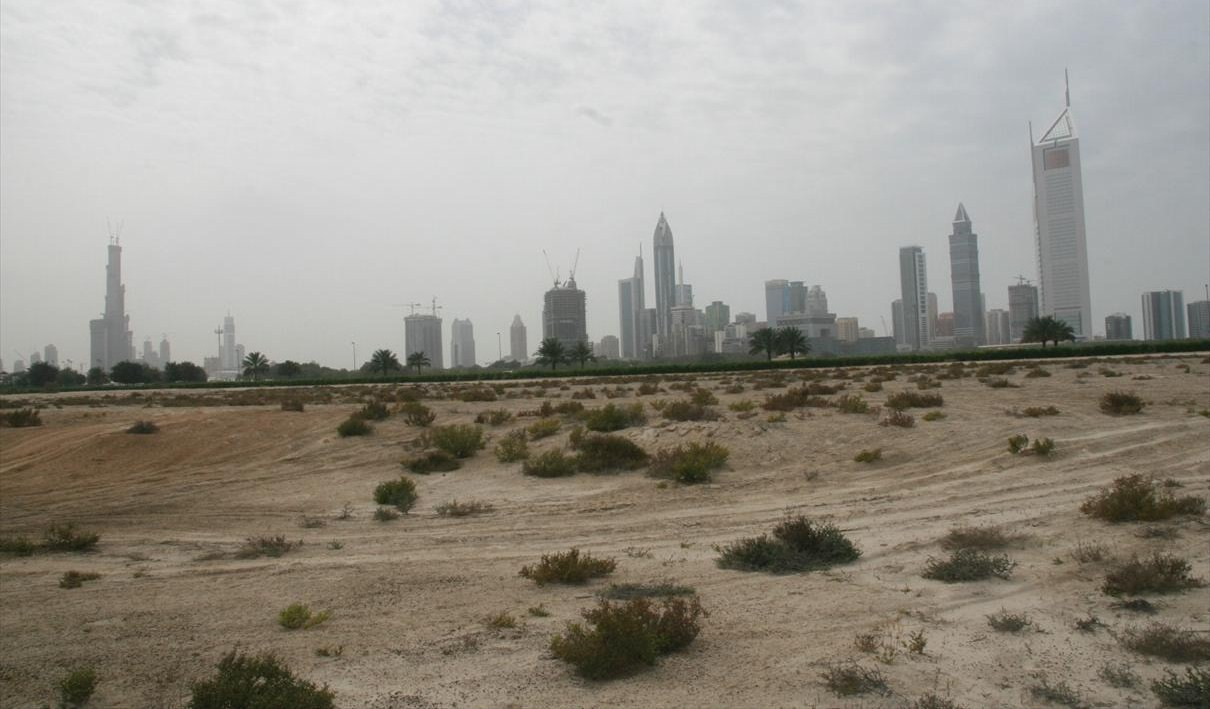
Gratacels

La carretera del xeic Zayed (àrab: شارع الشيخ زايد, xāriʿ ax-xayẖ Zāyid, literalment ‘avinguda del xeic Zayd’), coneguda també com a E11, és una autopista de Dubai, als Emirats Àrabs Units, que corre paral·lela a la costa des de la ciutat de Dubai fins a la frontera amb l'emirat d'Abu Dhabi, una mica a l'est de Jebel Ali. Antigament fou anomenada carretera de la Defensa i localment és coneguda com la carretera Dubai-Abu Dhabi. Es va convertir en autopista el 1990 i va rebre el nom de qui aleshores era president dels EAU, Zayed bin Sultan Al Nahayan. A la seva rodalia s'hi han construït nombroses torres o gratacels i edificis emblemàtics o específics. Connecta també amb projectes importants, com les illes de la Palmera. Està prevista que una línia de metro hi passi paral·lela.

## Edificis propers a la carretera Xeic Zayed
| Costat nord-oest                            | Costat sud-oest                         |
| ------------------------------------------- | --------------------------------------- |
| Etisalat Tower 2                            | Dubai World Trade Centre                |
| The Monarch Office Tower                    | World Trade Centre Residence            |
| The Monarch Hotel & Convention Centre Dubai | World Trade Centre Apartments 1         |
| Sama Tower                                  | World Trade Centre Apartments 2         |
| The Fairmont Dubai                          | World Trade Centre Apartments 3         |
| API World Tower                             | Emirates Office Tower                   |
| Park Place                                  | Jumeirah Emirates Towers Hotel          |
| Acico Office Tower                          | The Tower                               |
| Nikko Hotel Dubai                           | Al-Yaquob Tower                         |
| White Crown Tower                           | Capricorn Tower                         |
| Saeed Tower 1                               | Maze Tower o Al Rostamani Maze Tower    |
| Grosvenor House Commercial Tower            | Al Ghadier Tower                        |
| Latifa Tower                                | Al Attar Business Tower or Kendah House |
| H.H.H. Tower                                | Jumeira Tower                           |
| Crowne Plaza Apartment Tower                | Sky Tower                               |
| Crowne Plaza Hotel Tower                    | Al Attar Tower                          |
| Crowne Plaza Office Tower                   | Ahmed Abdul Rahim Al Attar Tower        |
| Al Durrah Tower                             | Ghaya Residence                         |
| City Tower 2                                | Rose Tower                              |
| City Tower 1                                | Oasis Tower                             |
| Al Wasl Tower                               | 21st Century Tower                      |
| Khalid Al Attar Tower                       | Rolex Tower                             |
| Khalid Al Attar Tower 2                     | Damas Tower 1                           |
| Al Safa Tower                               | Damas Tower 2                           |
| Zabeel Tower                                | Al Kawakeb 1                            |
| Al Moosa Tower 1                            | Al Kawakeb 2                            |
| Al Moosa Tower 2                            | Al Kawakeb 3                            |
| Sahara Tower                                | Al Kawakeb 4                            |
| Al Rostamani Tower B                        | Al Kawakeb 5                            |
| Al Rostamani Tower A                        | Dusit Dubai                             |
| Saeed Tower 2                               | Millennium Tower                        |
| Four Points by Sheraton Sheikh Zayed Road   | Al Tayer Tower                          |
| Union Tower                                 | Falcon Tower                            |
| Al Sondos Tower                             | Dubai Tower                             |
| Towers Rotana Hotel                         | Nuaimi Tower                            |
| Sheikh Marwan Tower                         |                                         |
| Al Hawai Tower                              |                                         |
| Chelsea Tower                               |                                         |
| Sheikh Essa Tower                           |                                         |
| Number One Tower Suites                     |                                         |
| Ahmad Abdulrahim Ahmad Al Attar Tower       |                                         |
| Dr. Khalifa Tower                           |                                         |
| Sheikh Ahmed Tower                          |                                         |
| Al Meraikhi Tower                           |                                         |
| Shangri-La Hotel                            |                                         |
| Al Manara Tower                             |                                         |

Nota: Els edificis s'indiquen en ordre des de la sortida del Trade Centre a Dubai, en direcció a Jebel Ali fins al canvi de sentit 2.

## Canvis de sentit
L'autopista té diversos canvis de sentit per permetre la circulació fluida en els dos sentits. Aquests canvis de sentit generalment porten també a les sortides cap a les carreteres secundàries. Els canvis de sentit el 2007 eren els següents:
- World Trade Centre: Cap a Union House, Bur Juman i Zabeel Park
- Interchange 1 (o Defence Roundabout): Cap a Doha Street i sortida a Downtown Dubai
- Interchange 2: Cap a Safa Park
- Interchange 3: Cap a Al-Quoz
- Interchange 4: Cap al Mall dels Emirates, Gold & Diamond Park, Madinat Jumeirah, Burj al-Arab, Wild Wadi Water Park, i Jumeirah Beach Hotel
- Interchange 5: Cap a Dubai Marina, Emirates Hills, Dubai Media City i Dubai Internet City